# Ngao Bái
Ngao Bái (tiếng Mãn: ᠣᠪᠣᡳ, Möllendorff: Oboi, Abkai: Oboi; giản thể: 鰲拜; phồn thể: 鼇拜; bính âm: Áobài; 1610 - 1669), hay Ngạo Bái, Qua Nhĩ Giai thị, là một viên mãnh tướng người Mãn Châu, và là một trong 4 vị Đại thần nhiếp chính dưới thời Thanh Thánh Tổ Khang Hi Hoàng đế của nhà Thanh trong lịch sử Trung Quốc.
Xuất thân dòng dõi công thần, Ngao Bái đi theo Hoàng Thái Cực tứ phương để dẹp yên, mở mang khai quốc, do đó nổi tiếng là một Ba Đồ Lỗ điển hình của văn hóa triều Thanh. Dưới triều Khang Hi, ông là một trong Tứ trụ đại thần quyền cao chức trọng, còn là ["Nguyên lão Tam triều"]. Do quyền lực quá lớn, Ngao Bái thao nắm quyền bính, kết bè kết cánh, vì vậy ở năm thứ 8 triều Khang Hi (1669), Ngao Bái đã bị Khang Hi Hoàng đế ra lệnh bắt giữ và giam vào trong ngục.

## Thân thế
Cha của Ngao Bái là Vệ Tề (衛齊), người em trai thứ 9 của công thần khai quốc của Hậu Kim là Tín Dũng Trực Nghĩa công Phí Anh Đông, xuất thân từ gia tộc Qua Nhĩ Giai thị thuộc Mãn Châu Tương Hoàng kỳ. Ngao Bái được phong là Mãn Châu Đệ nhất dũng sĩ (Ba Đồ Lỗ) dưới thời Thanh Thái Tông Hoàng Thái Cực.
Từ thuở còn trẻ, Ngao Bái nổi tiếng vì sức khỏe phi thường, tinh thông cưỡi ngựa bắn cung, cùng với sự dũng cảm thiện chiến tàn bạo mà ông đã lập không ít công lao cho nhà Thanh. Dưới thời Thanh Thái Tông, ông giữ chức vụ Phó Đô Thống Chính Lam kỳ, là cánh tay phải của Túc Vũ Thân vương Hào Cách. Từng nam chinh bắc phạt. Nổi tiếng nhất là trận chiến Tùng Cẩm bắt sống Hồng Thừa Trù và chiêu hàng Tổ Đại Thọ. Ngoài ra, Ngao Bái đối đãi với Hoàng Thái Cực vô cùng trung thành. Năm Hoàng Thái Cực băng hà, Đa Nhĩ Cổn lao vào cuộc tranh giành đế vị với Hào Cách – con trưởng của Hoàng Thái Cực. Ngao Bái đã quỳ gối trước linh vị của Hoàng Thái Cực thề sống chết bảo vệ Hào Cách, thậm chí dùng kiếm uy hiếp Đa Nhĩ Cổn khiến Đa Nhĩ Cổn không thể không thoái nhượng. Đến thời Thuận Trị Đế, ông giữ chức vụ Cửu môn Đề đốc kinh thành kiêm Kỳ chủ Chính Hồng Kỳ.
Sau đó, Giản Thân vương Tế Độ làm phản bị bắt và phụ thân của Tế Độ là Trịnh Thân vương Tế Nhĩ Cáp Lãng vì bị liên lụy nên ông này đành rút lui khỏi vị trí đứng đầu Nghị Chính, Thuận Trị Đế giao cho chức vụ đứng đầu Nghị Chính cho Ngao Bái.

## Phụ chính Đại thần
Năm Thuận Trị thứ 18 (1661), Thuận Trị Đế băng hà, Hoàng tam tử Huyền Diệp được di mệnh kế vị, tức Khang Hi Đế. Tân Đế mới 8 tuổi lên ngôi, cần người phụ chính, do đó Ngao Bái cùng 3 vị đại thần khác là Sách Ni, Át Tất Long cùng Tô Khắc Tát Cáp đồng vị phụ chính, sử gọi [Tứ đại thần phụ chính; 四大臣辅政].
Trong số 4 đại thần phụ chính, Ngao Bái là người có nhiều chiến công nhất, nhưng lại là người cuối cùng trong danh sách. Trong khi ấy, dù là người được ghi danh đều tiên, nhưng Sách Ni tuổi già lắm bệnh nên ngại việc, ít tham gia chính sự. Người thứ hai là Át Tất Long tính tình mềm mỏng, ngại va chạm, không muốn gây xung đột với người khác, lại có xu hướng thân thiết dĩ hòa vi quý, còn Tô Khắc Tát Cáp vốn là người cũ phục vụ Nhiếp Chính vương Đa Nhĩ Cổn nên luôn bị kiêng dè. Vào lúc này, địa vị của Ngao Bái dần dần đứng đầu, áp chế các Phụ chính Đại thần khác.
Năm Khang Hi thứ 5 (1666), Ngao Bái giết hại Tổng đốc Trực Khang – Sơn Đông là Chu Xương Tô cùng Tuần phủ Vương Đăng Liên. Trước sự chuyên quyền của Ngao Bái, Tô Khắc Táp Cáp tức giận, hai người trở thành đối đầu nhau.
Tô Khắc Táp Cáp ít kinh nghiệm, lại một mình một chủ trương, không chỉ đối đầu với Ngao Bái mà còn mâu thuẫn với Sách Ni, do đó bị cô lập. Ngao Bái tìm cách vu cáo Tô Khắc Táp Cáp để buộc tội, và thúc ép Khang Hi ban lệnh xử tử. Sau khi Sách Ni và Tô Khắc Táp Cáp qua đời, không còn ai phản đối Ngao Bái vì vậy Ngao Bái càng chuyên quyền. Những ai muốn tâu việc lên vua đều phải tâu qua Ngao Bái và đút lót mới được cất nhắc mà bổ dụng. Ngao Bái muốn tiếp tục duy trì đường lối chỉ dùng người Mãn làm quan, hạn chế người Hán vào triều.

## Kết cục
Ngao Bái ngạo mạn khinh thường Hoàng đế trẻ tuổi, thường cáo bệnh ốm không vào triều, khiến Khang Hi phải đến tận nhà thăm hỏi.
Một lần, Khang Hi Đế cùng thị vệ Hòa Thác tới thăm, thấy Ngao Bái không hề ốm yếu. Hòa Thác tới giường Ngao Bái xem, phát hiện ra dưới đệm có con dao. Ngao Bái rất lo lắng nhưng Khang Hi lại không tỏ thái độ gì, cho rằng việc mang dao bên người là tập quán bình thường của người Mãn. Do đó Ngao Bái yên tâm không bị Khang Hi Đế nghi ngờ. Lấy lý do thích đánh cờ, Khang Hi Đế triệu tập con Sách Ni là Sách Ngạch Đồ vào cung để bàn kế trừ Ngao Bái. Ông phong cho Ngao Bái làm ["Nhất đẳng công"] để Ngao Bái lơ là mất cảnh giác, mặt khác Khang Hi Đế còn lấy cớ thích học võ nghệ để tuyển chọn nhiều người trong hàng ngũ con em Thân vương làm Thị vệ cho Ngao Bái. Sau đó, Hoàng đế tiếp tục lấy cớ điều bớt những người vây cánh của Ngao Bái đi làm quan ở nơi xa.
Năm Khang Hi thứ 8 (1669), tháng 5, khi Ngao Bái vào cung yết kiến, Khang Hi Đế ra lệnh cho đội thị vệ thân tín bắt giữ. Khang Hi Đế kể tội và cách chức Ngao Bái. Vì nể công lao từng cứu sống Thanh Thái Tông Hoàng Thái Cực, Khang Hi tha chết và giam Ngao Bái vào ngục, và lệnh bắt những người trong cùng vây cánh Ngao Bái. Không lâu sau khi bị bắt giữ, Ngao Bái lâm bệnh chết trong ngục. Cả gia tộc của Ngao Bái đều bị đi lưu đày ngoài quan ngoại.
Năm Khang Hi thứ 52 (1713), Khang Hi Đế vì nhìn nhận công tích của Ngao Bái, đem xá miễn, truy tặng ["Nhất đẳng Nam"; 一等男]. Thời Ung Chính, truy tặng huy hiệu ["Nhất đẳng Siêu Vũ công"; 一等超武公], cho con cháu về thế tập truyền đời. Đến năm Càn Long thứ 40 (1780), Càn Long Đế vì luận công và tội của Ngao Bái, từng vu hại công thần, do vậy tước bỏ "Nhất đẳng Siêu Vũ công", chỉ giữ lại tước Nam.

## Trong Lộc đỉnh ký
Hình tượng Ngao Bái trở thành nhân vật phản diện trong tiểu thuyết Lộc đỉnh ký. Trong tiểu thuyết, Ngao Bái hay coi khinh thường vị Hoàng đế trẻ Khang Hi Đế, nên có lần bị Vi Tiểu Bảo lên mặt cãi lại làm lão tức giận bỏ đi. Đó cũng là lúc Vi Tiểu Bảo biết bạn của mình là Khang Hi Đế.
Tiến trình của Ngao Bái trong Lộc đỉnh ký đều mô phỏng theo lịch sử, Ngao Bái cậy quyền mà khinh thường Hoàng đế, khiến Khang Hi Đế một lòng trừ khử ông. Khi ám sát Ngao Bái, do quá mạnh nên đám Thị vệ không đánh thắng, Vi Tiểu Bảo cùng Khang Hi Đế đánh lão nhưng rất khó khăn nhưng may sao lại thắng. Khi bị giam giữ, người của Thiên Địa Hội tới ám sát Ngao Bái, Vi Tiểu Bảo làm một trong số những người đó nổi giận đuổi Vi Tiểu Bảo. Vi Tiểu Bảo sợ hãi chạy vào buồng giam của Ngao Bái và thấy Ngao Bái hùng hổ, hắn rút dao đâm bừa mà trúng nên Ngao Bái chết.